# لی جیه (بازیکن تنیس روی میز)
لی جیه (انگلیسی: Li Jie؛ زادهٔ ۶ مارس ۱۹۸۴) بازیکن تنیس روی میز چینی‌تبار اهل هلند است.
وی در مسابقات کشوری و بین‌المللی در مجموع برندهٔ ۵ مدال طلا، ۷ مدال نقره، ۶ مدال برنز شده است.